# Caradoc Freichfras

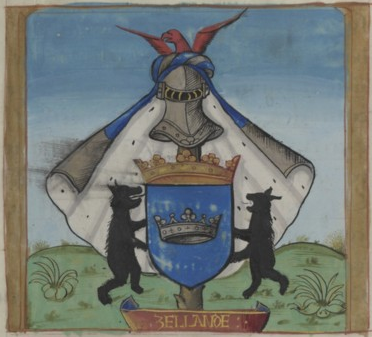
Le armi e lo stemma di Caradoc

Caradoc Freichfras, anche Karadawc, o Caradog, o Caratacus, o Caractacus, cioè Caradoc Fortebraccio (latino: Caratacus; inglese: Caractacus; 470 circa), è stato un semi-leggendario antenato dei re del Gwent che visse nel V o VI secolo, sovrano del Gwent (nella parte sud-occidentale del Galles, regione dell'Inghilterra) e del Vannetais (in Bretagna, area della Francia).
Viene ricordato nelle leggende arturiane come cavaliere della Tavola Rotonda col nome di Carados Briefbras (in francese Caradog Braccio Corto).

## Identificazione

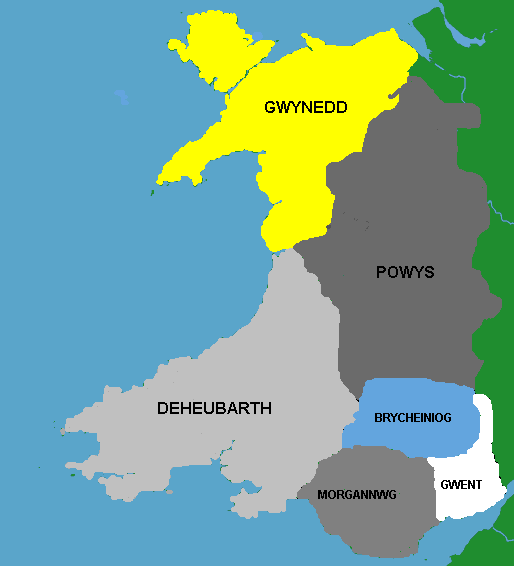
Regni medioevali del Galles.

È probabile che molti dei Caradog di cui parlano le genealogie e le biografie gallese siano la stessa persona e ciò comporta una grande confusione riguardo a questo personaggio, alla sua identificazione e alle sue parentele.Fu un antenato dei sovrani del Gwent e, come tale, sarebbe stato identificato con il Caradog, figlio di Ynyr, menzionato nella Vita di san Tathyw. La leggenda gallese dice che era figlio di Llyr Marini (cioè Llyr del Mare), mentre la tradizione bretone parla di un Caradog il Vecchio. Il primo dei due sarebbe stato un titolo in onore del dio celtico del mare Llyr. La sua discussa e incerta parentela ha così fornito la base per una leggenda arturiana (Libro di Carados), in cui la madre di Caradog viene presentata come una moglie infedele che avrebbe concepito il sovrano da un umile druido di nome Eliafres. Mentre si trovava a Caer-Ceri (odierna Cirencester), Caradog affrontò questo argomento con il sacerdote celtico, che però si rifiutò di rispondere. Proprio dall'infedeltà della madre sarebbe derivata la sfiducia paranoide di questo personaggio, sir Caradoc Bracciocorto, verso la moglie.
Secondo i racconti bretoni, la corte principale di Caradog era a Nantes. Ciò, però, nascerebbe da confusione della forma di Caerwent, che nelle fonti letterarie era spesso conosciuta come Carnant (Caer-Nantes). Di certo visse all'inizio a Caerwent, forse nella grande basilica della vecchia città romana, anche se dopo lasciò il luogo a san Tathyw, che vi fondò un monastero. Il re lasciò che il suo cavallo lo guidasse in un nuovo luogo, chiamato Portskewett e che va forse identificato con il fortilizio in collina e avamposto romano di Sudbrook Fort. Secondo la leggenda, ebbe una corte anche nel fortilizio di Caer-Caradog (Cary Craddock), a Sellack (nelregno di Ergyng).
Caradog sarebbe anche stato uno dei sovrani britannici ad aver avuto possedimenti territoriali su entrambe le sponde della Manica. In Bretagna, infatti, avrebbe conquistato il Vannetais.
Caradog non va confuso con due personaggi arturiani: sir Carados, sovrano di Scozia, o il malvagio sir Caradoc della Torre dolorosa. Alcuni storici hanno cercato di identificare Caradog con il leader sassone del Wessex, Cerdic. Ma ciò sembra improbabile. Tra i suoi figli è ricordato Cawrdaf, sovrano del Fferreg.

## Triadi gallesi
Nelle Triadi gallesi viene descritto come uno dei grandi anziani di Artù a Celliwig, in Cornovaglia, e uno dei tre cavalieri dell'isola di Britannia. Aveva un cavallo di nome Luagor. Sua moglie Tegau Eurfon viene definita nella Triadi come una delle tre splendidi vergini della corte di Artù. Questa tradizione potrebbe essere nata nell'ambito del romanzo francese del XII secolo.

## Romanzo francese
Sarebbe stato un cavaliere di Uther Pendragon, poi però ribellatosi contro Artù quando questo prese il potere. Riappacificatosi col giovane sovrano ne divenne uno dei fedeli alleati. Questa figura compare spesso nel ciclo arturiano ed è il protagonista del romanzo Vita di Caradoc, incluso nella prima continuazione del Perceval, la Storia del Graal di Chrétien de Troyes. La storia, probabilmente basata sulla tradizione celtica, sembra essere nata per spiegare il suo soprannome. Caradoc il Vecchio sposò la bella Ysave, che fu però presto sedotta dal mago Eliavres, che con lei concepì un figlio. Caradoc diede al bimbo il suo nome. Il giovane Caradoc andò poi alla corte di Re Artù, come già suo padre prima di lui. In seguito giunse il mago Eliavres che chiese a un cavaliere di mozzargli la testa (topic celtico presente nell'irlandese Festa di Bricriu e nell'inglese Sir Gawain e il Cavaliere Verde). Se fosse sopravvissuto avrebbe a sua volta preso il capo del cavaliere. Caradoc accettò, offrendo poi al mago la sua testa quando questi sopravvisse al colpo. Eliavres si rifiutò, ma rivelò al giovane che era suo padre. Imbarazzato dalla notizia, il giovane si imbarcò poi con dei compagni per andare a trovare l'amico Cador, viaggiando con la sorella Guinier. Tornato poi nel suo regno, rivelò al padre putativo la verità. Sentendosi entrambi umiliati, padre e figlio decisero di vendicarsi del mago, che cercò di scappare. Caradoc il Giovane cercò di fermarlo, ma il mago evocò un serpente, che danneggiò il braccio del giovane. Da qui il soprannome Braccio Corto.